# Анашкин, Дмитрий Павлович
Дми́трий Па́влович Ана́шкин (1 ноября 1967 — 27 декабря 2018) — российский историк, публицист. Преподаватель истории в Свято-Троицкой духовной семинарии в Джорданвилле (2003—2014), научный сотрудник отдела новейшей истории Русской православной церкви ПСТГУ (2015—2018).

## Биография
Воцерковился в конце 1980-х годов в Москве через семинар Бориса Козушина. В конце 1980-х и начале 1990-х это были «квартирники», где проходили встречи с православными «интересными людьми», как из России, так и из-за рубежа.
В 1993 году окончил исторический факультет Московского государственного педагогического университета с дипломом учителя истории. В следующем году уехал в США и поступил в Свято-Троицкую духовную семинарию РПЦЗ в Джорданвилле (США), которую окончил в 1998 году с дипломом бакалавра богословия. Параллельно учёбе работал в редакции журнала «Православная Русь». Был чтецом.
В 1999 году, год спустя после окончания семинарии, вернулся в Москву. В 2003 году его пригласили преподавать историю христианской церкви в Свято-Троицкой духовной семинарии. С февраля 2003 по декабрь 2014 года — преподаватель истории Церкви, истории России и всеобщей истории в Свято-Троицкой духовной семинарии. В ноябре 2008 года завершил работу над аннотированным электронным каталогом журнала «Православная Русь» (1928—2005), содержавшим более 30 тысяч записей. Занимаелся историей Церкви, историей Византии, русским Средневековьем.
Вернулся в Россию, где с января 2015 года до кончины работал в Отделе новейшей истории Русской православной церкви ПСТГУ и занимался написанием кандидатской диссертации. По словам диакона Андрея Псарёва, «был очень счастлив, живя в своем доме в подмосковным Пушкине, с супругой Ириной и отцом — Павлом Васильевичем». Занимался подготовкой к изданию протоколов Архиерейских соборов РПЦЗ за 1923—1939 годы.
Помимо научной деятельности, Дмитрий Анашкин был штатным алтарником Пятницкого подворья Троице-Сергиевой лавры, находящегося в непосредственной близости от самой лавры. Как отмечается на сайте ПСТГУ, «очень тепло отзывался об этом своём служении, говорил о нём как о чем-то очень значащем и важном для него».
Скончался 27 декабря 2018 года в своём доме в городе Пушкино Московской области от инсульта. Андрей Кострюков, ведущий научный сотрудник научно-исследовательского отдела новейшей истории РПЦ при ПСТГУ, выразил желание довести до печати протоколы Синодов и Соборов РПЦЗ.